# Proyecto de Complementación Humana
En el universo del anime Neon Genesis Evangelion, el Proyecto de Complementación Humana (人類補完計画 Jinrui Hokan Keikaku?, Proyecto de complementación/instrumentalización humana) es la culminación de los propósitos de la sociedad secreta SEELE. 
El nombre y la concepción son un homenaje a Cordwainer Smith.
Dentro de la serie, el Proyecto de Complementación Humana es un método artificial de forzar la evolución de la Humanidad, fusionando las mentes conscientes individuales de la gente en una sola entidad mediante la disolución de las barreras conocidas como campos AT. Este evento sería llamado Tercer Impacto. 

## Desarrollo
Aunque hay varias formas de traducir el nombre, el director Hideaki Anno insistió en traducirlo como "Complementación" o "Instrumentalización" en homenaje al escritor de ciencia ficción Cordwainer Smith, que utilizó el término en sus historias.
Anno también tomó de Smith la idea de fusionar la simbología cristiana con la ciencia ficción y la cultura asiática. Asimismo, Smith (bajo su nombre real de Paul Linebarger) escribió el primer libro de texto sobre la guerra psicológica de los Estados Unidos a raíz de su lucha contra Japón durante la Segunda Guerra Mundial, en la que se basó Anno, junto con varios otros aspectos de la teoría psicoanalítica introducida en Evangelion. Además, como Anno, Smith también sufrió graves problemas psicológicos que se reflejan en sus escritos. 
Las principales influencias para el concepto de Complementación en Evangelion vinieron de la novela de Arthur C. Clarke Childhood's End, donde alienígenas influyeron en la evolución de la humanidad en una sola entidad; así como Ideon, de Yoshiyuki Tomino, en la que aparece la misteriosa energía "Ide", que se compone de conciencias de cientos de millones de seres humanos, lo que obligó a un conflicto entre la humanidad y una raza alienígena a limpiar el universo de lo impuro. 
En Death and Rebirth, la película anterior a The End of Evangelion, cada uno de los pilotos de EVA empieza a tocar un instrumento de cuerda en diferentes puntos de la película hasta que todos tocan juntos. Cuando comienza cada piloto, su nombre y el instrumento se identifican, pero cuando tocan juntos la canción "se complementan entre ellos", y "se convierten en una entidad", al igual que la gente en el Proyecto de Complementación Humana. Esto podría ser otra razón por la cual se usa el término "Instrumento".

## Descripción
SEELE, la organización secreta gobernante del mundo, poseía los Manuscritos del Mar Muerto, que anunciaban el despertar de los ángeles y el Tercer Impacto. El objetivo de los ángeles era hacer contacto con Adán para destruir a los Lilim, las formas de vida que descendían de Lilith. SEELE tenía la intención de crear su propio Tercer Impacto, la Instrumentalización. Este objetivo consistía en destruir a todos los ángeles que atacaban la Luna Negra y luego hacer que Lilith activase la Luna Negra y crease un potente campo Anti-AT que haría desaparecer las barreras de los Lilim y los volvería en LCL, restituyendo sus almas de nuevo en la Luna Negra. Esto provocaría la regresión de la Humanidad a su forma simple y cada alma humana se uniría con las demás en una sola entidad. SEELE vio esto como una forma de hacer evolucionar a la Humanidad, que consideraban un fracaso que había llegado a una vía muerta en su evolución. Con el fin de lograrlo, crearon la organización Gehirn, en la que trabajaban Gendo Rokubungi y su esposa, Yui Ikari.
En el año 2000 fue descubierta la Luna Blanca bajo el monte Markham en la Antártida. La Luna Blanca es el huevo de Adán, progenitor de los ángeles. Gehirn envió una expedición comandada por el Dr. Katsuragi y que incluía a científicos como Gendo. Una vez allí, usando la lanza de Longinus de Adán, iniciaron el experimento de contacto con este. El objetivo era reducirlo a forma embrionaria para minimizar el daño que se produciría por el despertar de los ángeles. Gendo, consciente de los planes de SEELE y del resultado del experimento, salió de la Antártida un día antes.
Después del Segundo Impacto Gendo inició el Proyecto E, también conocido como el Proyecto EVA o "Adam Revival Project". Su objetivo era hacer duplicados de Adán creados por los humanos. Los clones resultantes, conocidos como Evangelions o EVAs, iban a ser utilizados como arma para destruir a los ángeles. SEELE, mientras tanto, construyó el cuartel general de Gehirn, el Geofront, en la Luna Negra. La ciudad de Hakone, bajo la que se hallaba, fue rebautizada Tokio-3, una ciudad-fortaleza diseñada para interceptar a los ángeles. Para iniciar la Complementación, SEELE diseñó la construcción llamada Árbol de la Vida, que estaría formada por los Evangelions de Producción en Masa y en el centro Lilith con la lanza de Longinus. Gendo Ikari fue colocado a la cabeza de Gehirn con el fin de seguir el plan previsto.
Cuando en 2004 Yui Ikari fue absorbida por la unidad 01, Gendo y SEELE iniciaron el Proyecto de Complementación Humana, el plan secreto de utilizar los EVAs para destruir a los ángeles y luego provocar el Tercer Impacto. Gendo, sin embargo, tenía sus propios planes. Su objetivo era utilizar el proyecto para convertirse en dios. De los rescatados restos de Yui creó a Rei Ayanami, el clon humano de Lilith para obtener el control sobre ella. Rei existiría en un gran número de cuerpos que actuarían como piezas de recambio. El plan de Gendo consistía en iniciar el Tercer Impacto mediante la fusión de Lilith y Adán bajo su control. Para conseguirlo, había previsto fusionarse él mismo con Adán y luego, después de combinarse con Rei, fusionarse con Lilith. Por lo tanto, Gendo tendría el control completo sobre el Tercer Impacto y comenzaría la Instrumentalización, que fusionaría a todos los Lilim con él, que se erigiría en dios de la Humanidad para crear un mejor futuro junto con Yui, a quien pensaba resucitar. 
En 2010, después de la finalización del sistema MAGI, Gehirn fue disuelta por el Comité de Complementación Humana (una división de SEELE) y rehabilitado como NERV, una organización paramilitar especial dependiente de la ONU para combatir la amenaza de los ángeles. Gendo y el subcomandante, Kozo Fuyutsuki, previeron librarse del control de SEELE después de ser derrotados los ángeles.
Gendo usó a Ryōji Kaji, el agente doble del Ministerio de Interior de Japón, para adquirir el embrión de Adán. La lanza de Longinus fue recuperada de la Antártida y llevada por Rei en la unidad 00 al interior del Geofront. Cuando el decimoquinto ángel, Arael, atacó al EVA-02 desde el espacio, Gendo y Fuyutsuki aprovecharon la situación para su beneficio y usaron la lanza para destruirlo. La lanza superó la fuerza de gravedad de la Tierra llegando hasta la órbita de la Luna y no se pudo recuperar.
SEELE también tenía un plan adicional para iniciar la Instrumentalización. El día del Segundo Impacto, un ángel con forma humana, Kaworu Nagisa, fue creado. SEELE lo destinó a ser el decimoséptimo ángel, para iniciar la Complementación. Para ello, Kaworu fue enviado a NERV como piloto de EVA con la auténtica finalidad de hacer contacto con Adán (que realmente ya se había fusionado con Gendo), pero en su lugar encontró a Lilith. Cuando se dio cuenta de esto, rechazó iniciar el Tercer Impacto y permitió que Shinji Ikari, en el EVA-01, lo matase.
Con todos los ángeles muertos y los EVAs de Producción en Masa completados, SEELE y Gendo prepararon el Tercer Impacto. Con la pérdida de la lanza de Longinus ya Lilith no podría ser utilizada en el Árbol de la Vida, pero su clon, la unidad 01, fue usado en su lugar. Keel Lorentz se puso en contacto con Gendo y Fuyutsuki para sugerir usar la unidad 01, pero respondieron que la situación era diferente y que la Humanidad debía avanzar hacia el futuro con el Evangelion. Cuando en SEELE dijeron que el EVA tan sólo era un instrumento, Gendo respondió que "la muerte no crea nada", y declaró la guerra abiertamente a SEELE.
Para conseguir el control del EVA-01 SEELE intentó tomar posesión del Geofront por medio de un ataque informático del resto de las MAGI en el mundo, pero al no conseguirlo persuadieron al gobierno japonés de que NERV intentaba destruir a la Humanidad, con lo que una división del JSSDF fue enviada a invadir las instalaciones. 
Durante la batalla, Asuka Langley activó la potencia total de la unidad 02, logrando derrotar con facilidad a las fuerzas de la JSSDF. A  lo que SEELE respondió enviando contra ella a los Evangelion PM, que descuartizaron su EVA. 
Según lo previsto por SEELE, la unidad 01 despertó y convocó a la lanza de Longinus; con ella y con sus cuerpos el EVA-01 y los EVAs PM crearon el Árbol de la Vida. Los PM crucificaron a la unidad 01 con sus lanzas y el Geofront fue convertido de nuevo en la Luna Negra y empezó a generar el campo Anti-AT. Mientras tanto, Gendo Ikari comenzó a combinarse con Rei Ayanami en el Dogma Terminal, pero antes de ser completada la fusión Rei sintió la presencia de Shinji Ikari en la unidad 01 y traicionó a Gendo, absorbiendo a Adán y fusionándose con Lilith por su cuenta.
Lilith se transformó en una Rei gigante blanca y empezó a fusionarse con el Árbol de la Vida. 
Shinji, dentro de la cabina, pasó por varias secuencias de auto análisis, en las que se imaginaba discutiendo con Asuka y estrangulándola. El joven Ikari, que sufrió el trauma de tener que dar muerte a Kaworu, junto a varios hechos ocurridos en la serie durante los cuales vio impotente cómo sus amigos caían en una grave crisis emocional, llegando incluso a un intento de suicidio (Asuka) y a morir para salvarlo a él de la muerte (Rei II), aceptó la Complementación. Entonces todos los campos AT de la Tierra comenzaron a desaparecer, convirtiéndose sus poseedores en LCL y siendo sus almas absorbidas por la Luna Negra, sostenida por la Rei/Adán/Lilith gigante. Incluso las almas de los ya muertos fueron absorbidas, como las de Misato, Ritsuko, los soldados, etc. 
Las apariciones fantasmales que visitaban y revertían a LCL cada alma de la Tierra tomaron para Gendo las formas de Yui, Kaworu y Rei. Después de expresar su pesar por tener que hacer daño a Shinji y porque sus esfuerzos fueron en vano, desaparece, como todos los demás. 
Con el Proyecto avanzado, la unidad 01 se fusionó con la lanza de Longinus y la Rei gigante, mientras los PM empalaron sus núcleos y murieron. El proceso global se desarrollaba de la forma que SEELE esperaba. En este momento, Shinji se convierte en una especie de nuevo Dios, con el poder de destruir el mundo o salvarlo.  
Durante el evento, Shinji se analiza a sí mismo y a su lugar en el mundo, concluyendo que su existencia no vale nada en esta realidad. Imagina un mundo en el que su madre está viva, los EVAs y los ángeles no existen, Asuka es su mejor amiga, Misato la profesora del instituto y Rei la nueva compañera de clase. Sin embargo, se dio cuenta de que este mundo no era real. En su mente, conversa con Rei, que le da el control del proceso, y decide dejar la Complementación. Mientras tanto, los océanos del planeta se han vuelto LCL de todas las criaturas vivas. Shinji les dijo a los espíritus de Adán-Kaworu y Lilith-Rei que estaba de acuerdo en aceptar el mundo por separado, aunque la gente a veces pueda hacerse daño entre sí, y que quería ver a todos sus amigos de nuevo. 
Cuando Shinji rechazó la Instrumentalidad, el EVA-01 se separó de Rei, volando sobre ella. La Luna Negra se cubrió con LCL y estalló y Rei se desmoronó en la superficie del planeta; todas las almas fueron liberadas y volvieron a la Tierra. Los EVAs PM murieron y la lanza de Longinus se separó de la unidad 01. Rei y Yui dijeron a Shinji que los seres vivos se reformarían a sí mismos del LCL si pueden imaginarse a sí mismos en sus corazones, porque todas las formas de vida tienen el poder de restaurarse a sí mismos por su voluntad de vivir. Con el Proyecto abortado, Shinji fue el primero en salir del mar de LCL, junto con Asuka, a quien quería tener a su lado. Mientras los dos estaban en estado de shock, Shinji estrangula a Asuka y ésta lo acaricia. Shinji comienza a sollozar y Asuka dice que "se siente mal" (traducido al español como "qué asco"). 
El Proyecto, más que un paso adelante para la raza humana, era en realidad un paso hacia atrás, resultando la pérdida de su humanidad. Shinji lo rechaza en el final, porque se da cuenta de que el aumento del potencial humano sólo es posible por medio de que las personas interactúen unas con otras para resolver sus problemas y avanzar, y que encontrar soluciones a los problemas de las personas heridas entre sí era el único camino verdadero hacia adelante. 
Los dos últimos episodios de Neon Genesis Evangelion son muy abstractos e introspectivos en su naturaleza. Se llevaron a cabo en el subconsciente de los personajes principales (Shinji, Rei, Asuka y Misato) durante el Instrumento y terminó con Shinji encontrando su propia identidad y proclamando que puede seguir viviendo en este mundo. 
Algunos fans creen que la escena final del episodio 26, donde todos los personajes se muestran ante Shinji diciendo "Felicidades" es un signo de que Shinji acepta el Proyecto de Complementación y por lo tanto está en contradicción con The End of Evangelion. Sin embargo Shinji, en The End of Evangelion muestra claramente que en última instancia rechaza la instrumentalidad. Fue presentado contra la Instrumentalización de la presentación de un mundo rudimentario, libre, que rechazó y decidió llegar a un acuerdo consigo mismo, en una de las escenas más importantes de toda la serie tanto en la versión televisiva como en The End of Evangelion.